# Colonisation d'Europe
Cet article concerne la colonisation du satellite Europe. Pour celle du continent du même nom, voir Europe.

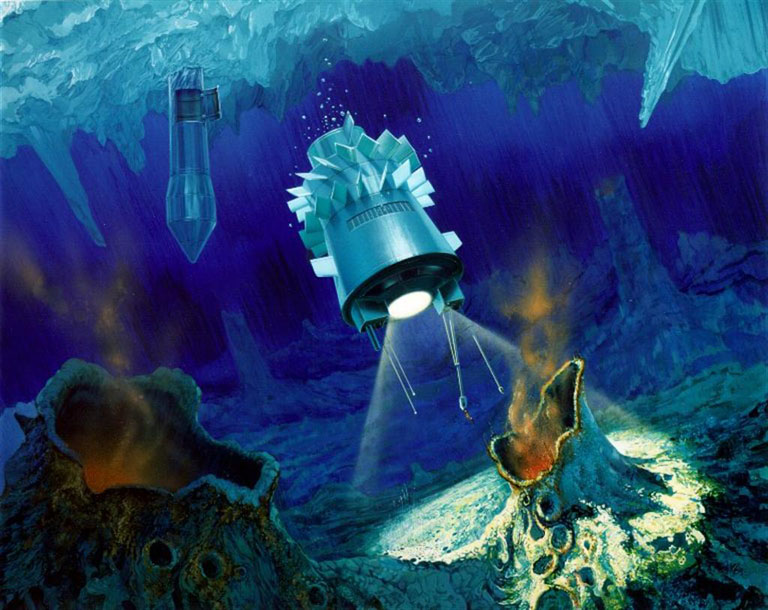
Vue d'artiste d'un cryobot et d'un hydrobot dans l'hypothétique océan d'Europe.

La colonisation d'Europe est une possible présence humaine permanente sur la surface de cette lune de Jupiter.
Le projet Artemis (en), qui n'a rien à voir avec le programme Artemis, est le plan d'une entreprise privée pour coloniser des lunes dont Europe, la quatrième plus grande lune de Jupiter,. D'après ce projet, les scientifiques qui iront coloniser cette lune habiteront des « igloos » et devront forer la croûte de glace de la surface à la recherche d'un éventuel océan. Le plan propose aussi l'utilisation de poches d'air (naturelles s'il en existe, ou créées) pour les colons humains. L'exploration d'Europe et de son océan subglaciaire pourrait se faire à l'aide de sous-marins.
La colonisation d'Europe présente toutefois des difficultés :
- un des plus importants problèmes est le haut niveau de radiation provenant de la ceinture de radiations de Jupiter (qui est approximativement dix fois plus puissante que la ceinture de Van Allen sur Terre). Un être humain ne pourrait pas survivre longtemps près de la surface sans une importante protection antiradiation ;
- un autre problème est que la température à la surface d'Europe reste inférieure à −170 °C. Les colons devront descendre et remonter à la surface rapidement (quand Europe passe à travers la magnétosphère de Jupiter) et rester dans leurs habitats sous la surface pendant le passage dans la magnétosphère.

## Terraformation
(décembre 2016).
Si vous disposez d'ouvrages ou d'articles de référence ou si vous connaissez des sites web de qualité traitant du thème abordé ici, merci de compléter l'article en donnant les références utiles à sa vérifiabilité et en les liant à la section « Notes et références ».

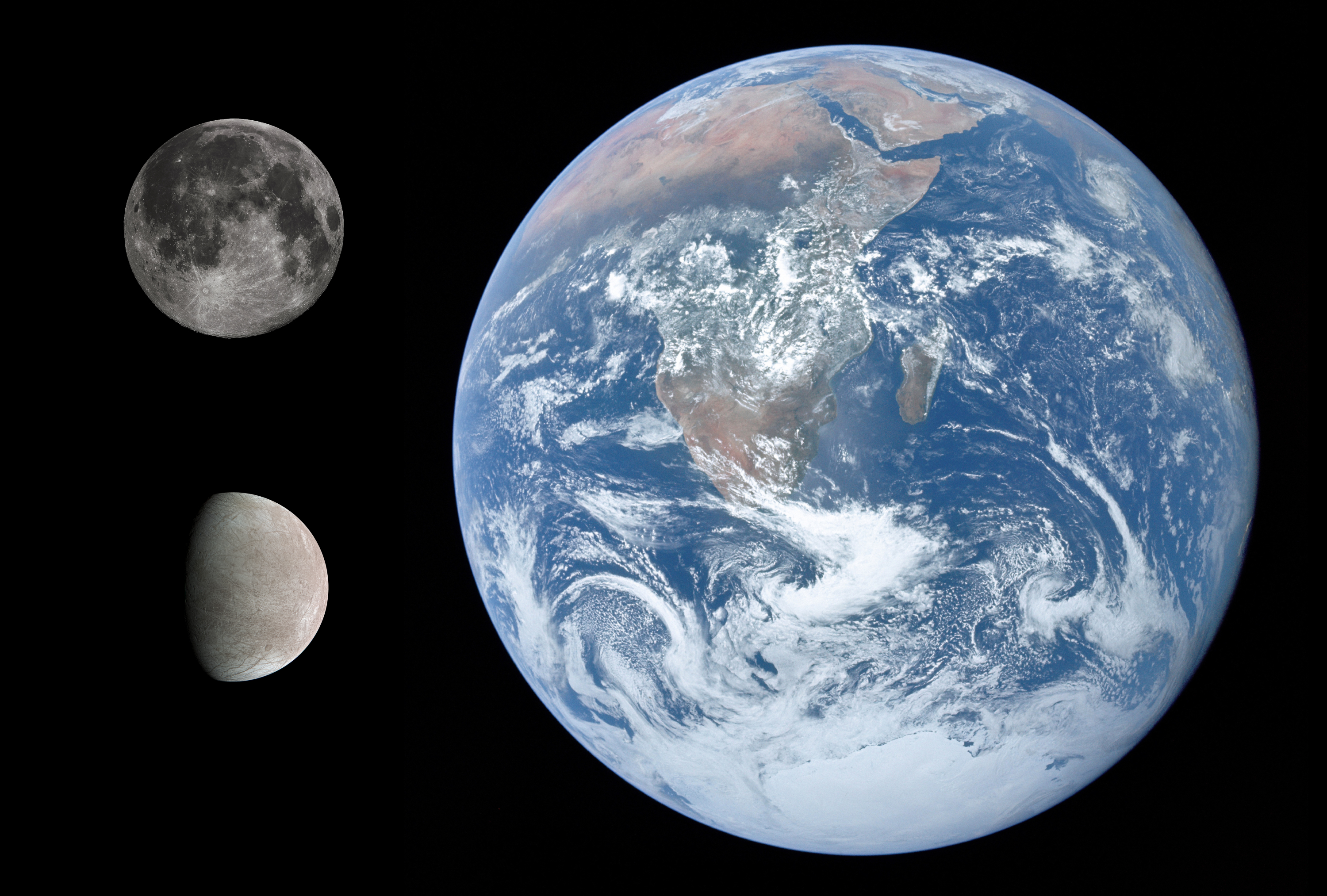
Comparaison entre la Terre, la Lune et Europe.

La terraformation d'Europe est le processus hypothétique visant à stimuler l'environnement du satellite de Jupiter Europe, en modifiant son climat, sa surface et d'autres propriétés pour le rendre habitable (c'est-à-dire apte à la colonisation humaine sans utiliser des combinaisons spatiales). Bien que des études astronomiques récentes indiquent qu'elle a le plus grand potentiel pour soutenir la vie de tous les corps du Système solaire. Sa terraformation représente un défi, notamment parce qu'il est proche d'une imposante ceinture de radiations autour de Jupiter, problème que la technologie spatiale permettrait néanmoins de surmonter. 